# Pseudocorinna gracilior
Pseudocorinna gracilior is een nomen dubium. De naam werd in 1910 gepubliceerd door Eugène Simon voor een spin waarvan Leonardo Fea bij Basilé op Bioko (Ile Fernando Poo) een vrouwtje verzameld had. Dit exemplaar moet zich in Fea's collectie in het natuurhistorisch museum van Genua bevonden hebben toen Simon de beschrijving ervan maakte, maar is volgens Rudy Jocqué en Jan Bosselaers (2011) zoekgeraakt of verloren gegaan.